# Gabrielle Rose
Gabrielle Elaine Franco Rose (Río de Janeiro, Brasil, 1 de noviembre de 1977) es una deportista estadounidense que compitió en natación. Ganó tres medallas de plata en el Campeonato Mundial de Natación en Piscina Corta de 2002, en las pruebas de 100 m estilos, 200 m estilos y 4 × 200 m libre.

## Palmarés internacional
| Campeonato Mundial en Piscina Corta | Campeonato Mundial en Piscina Corta | Campeonato Mundial en Piscina Corta | Campeonato Mundial en Piscina Corta |
| Año                                 | Lugar                               | Medalla                             | Prueba                              |
| ----------------------------------- | ----------------------------------- | ----------------------------------- | ----------------------------------- |
| 2002                                | Moscú (Rusia)                       | Medalla de plata                    | 100 m estilos                       |
| 2002                                | Moscú (Rusia)                       | Medalla de plata                    | 200 m estilos                       |
| 2002                                | Moscú (Rusia)                       | Medalla de plata                    | 4 × 200 m libre                     |